# Shenzhou 17
Shenzhou 17 foi um voo espacial chinês com destino à Estação Espacial Tiangong, tendo seu ocorrido no dia 26 de outubro de 2023. Transportou três taikonautas do Corpo de Taikonauatas do Exército de Libertação Popular (PLAAC). A missão foi o décimo segundo tripulado e o décimo sétimo voo geral do programa Shenzhou.

## Antecedentes
Shenzhou 17 foi o sexto voo espacial de longa duração para a estação espacial Tiangong e durou cerca de seis meses.
A espaçonave entrou na área de lançamento em abril de 2023 e foi mantida em estado de quase prontidão, se necessário, como barco salva-vidas para a tripulação da Shenzhou 16. O foguete foi levado para a plataforma, no período de pré-lançamento, no dia 19 de outubro de 2023. A tripulação, com uma média de idade de 38 anos (a mais jovem até o momento), foi anunciada no dia 25 de outubro de 2023. Tang Hongbo, tripulante da Shenzhou 12, se tornou o primeiro taikonauta a fazer dois voos à Tiangong.

## Tripulação
| Posição    | Taikonauta    |
| ---------- | ------------- |
| Comandante | Tang Hongbo   |
| Operador   | Tang Shengjie |
| Operador   | Jiang Xinlin  |